# Traitor's Sun
Traitor's Sun este un roman științifico-fantastic (de fantezie științifică) din 1999 al scriitoarei americane Marion Zimmer Bradley scris împreună cu Adrienne Martine-Barnes.
Face parte din Seria Darkover care are loc pe planeta fictivă Darkover din sistemul stelar fictiv al unei gigante roșii denumită Cottman. Planeta este dominată de ghețari care acoperă cea mai mare parte a suprafeței sale. Zona locuibilă se află la doar câteva grade nord de ecuator.
Traitor's Sun are loc la 15 ani după The Shadow Matrix și este o continuare directă a povestirii.

## Vezi și
- 1999 în științifico-fantastic